# Thomas D. West
Thomas Dyson West (* 31. August 1851 in Manchester, England; † 17. Juni 1915 in Cleveland, USA) war ein US-amerikanischer Eisengießer, Unternehmer und Autor. Seine Arbeiten bilden die Grundlage des Schrifttums über das praktische Gießereiwesen und die Unfallverhütung in den Vereinigten Staaten zu Beginn des 20. Jahrhunderts.

## Leben
Thomas D. West kam als Kind nach Amerika und lebte in Portland. Mit zwölf Jahren trat er in die Portland Locomotive Co. ein, um seine Lehrzeit zu beginnen. 1871 ging er nach Cleveland und wurde Eisengießer in der Globe Iron Works. 1890 trat West in die Hochofenwerke Alice in Sharpsville (PA) ein, um Guss aus dem Hochofen praktisch erfolgreich durchzuführen. Sein Wissen publizierte er als regelmäßiger Mitarbeiter der Zeitschrift The Foundry und im Jahr 1882 erschien sein erstes Buch American Foundry Practice im Verlag von John Wiley & Sons.
1905 und 1906 war er Präsident der American Foundrymen’s Association. Während seiner letzten Lebensjahre widmete er seine Aufmerksamkeit der Unfallverhütung und schuf 1908 die Amerikanische Unfallverhütungsgesellschaft. Als Vorsitzender eines Ausschusses der Ohio-Gießereien wurden unter seiner Mithilfe Vorschriften und Maßregeln zu diesem Thema weiter ausgebaut und als Vorschlag für die Ohio Industrial Commission unterbreitet. 1915 erlag er seinen Verletzungen, die er bei einem Autounfall erlitten hatte.

## Schriften
- Metallurgy of cast iron; a complete exposition of the process involved in its treatment, chemically and physically, from the blast furnace through the foundry to the testing machine (Cleveland, Ohio: The Cleveland printing company, 1897)
- American foundry practise. Treating of loam, dry sand and green sand moulding, and containing a practical treatise upon the management of cupolas and the melting of iron (New York: J. Wiley & Sons, 1906)
- Accidents, their causes and remedies (Greenville, Pa., Beaver printing company, 1908)

| Personendaten    | Personendaten                                        |
| ---------------- | ---------------------------------------------------- |
| NAME             | West, Thomas D.                                      |
| ALTERNATIVNAMEN  | West, Thomas Dyson (vollständiger Name)              |
| KURZBESCHREIBUNG | US-amerikanischer Eisengießer, Unternehmer und Autor |
| GEBURTSDATUM     | 31. August 1851                                      |
| GEBURTSORT       | Manchester, England                                  |
| STERBEDATUM      | 17. Juni 1915                                        |
| STERBEORT        | Cleveland, USA                                       |